# Pierce Paris
Pierce Paris (ur. 19 sierpnia 1985 w Bozeman w stanie Montana) – amerykański aktor pornograficzny.

## Życiorys
Karierę w branży pornograficznej rozpoczął w 2014. Początkowo grał w filmach porno produkowanych przez wytwórnię Next Door Studios, następnie zaczął występować również w produkcjach m.in. Devil’s Film, Falcon Studios, Kink.com, Randy Blue, Hothouse Entertainment, Juicy Boys, Men czy Raging Stallion. Występuje głównie w scenach gejowskich, zagrał także w kilku scenach biseksualnych i transseksualnych.

## Nagrody i nominacje
| Rok  | Nagroda                    | Kategoria                                                      | Film                                           | Inni wykonawcy         | Rezultat  |
| ---- | -------------------------- | -------------------------------------------------------------- | ---------------------------------------------- | ---------------------- | --------- |
| 2018 | Grabby Awards              | Najlepszy wykonawca uniwersalny                                | –                                              | –                      | Nominacja |
| 2018 | Grabby Awards              | Najgorętszy penis                                              | –                                              | –                      | Nominacja |
| 2018 | Grabby Awards              | Najgorętsze ciało                                              | –                                              | –                      | Nominacja |
| 2018 | Grabby Awards              | Najlepszy duet                                                 | Love & Lust in New Orleans                     | JJ Knight              | Nominacja |
| 2018 | Grabby Awards              | Najlepsza zmiana pozycji                                       | Private Practice                               | Derek Bolt             | Nominacja |
| 2018 | Grabby Awards              | Wykonawca roku                                                 | –                                              | –                      | Nominacja |
| 2018 | Str8UpGayPorn Award        | Najlepsza scena seksu triolizmu                                | Making Rent Scene 3                            | Jason Vario, Rikk York | Nominacja |
| 2018 | Str8UpGayPorn Award        | Najlepszy występ aktora pasywnego (Best Bottoming Performance) | Electric Sex Part 3                            | –                      | Nominacja |
| 2018 | Str8UpGayPorn Award        | Najlepszy penis                                                | –                                              | –                      | Nominacja |
| 2018 | Str8UpGayPorn Award        | Ulubiona gwiazda gejowskiego porno (Wybór widzów)              | –                                              | –                      | Nominacja |
| 2018 | Transgender Erotica Awards | Najlepszy nietransseksualny wykonawca                          | –                                              | –                      | Nominacja |
| 2019 | Transgender Erotica Awards | Najlepszy nietransseksualny wykonawca                          | –                                              | –                      | Nominacja |
| 2019 | GayVN Award                | Najlepsza scena seksu biseksualnego                            | Wanna Fuck My Wife Gotta Fuck Me Too 11 (2017) | Lance Hart, Dahlia Sky | Nominacja |
| 2019 | GayVN Award                | Najlepsza scena fetyszu                                        | Breaking Mr. Hart (2018)                       | Damon Heart            | Nominacja |
| 2019 | GayVN Award                | Najlepsza scena seksu triolizmu                                | Making Rent (2018)                             | Rikk York, Jason Vario | Nominacja |